# Tengoku to jigoku
Tengoku to jigoku (天国と地獄, en català El cel i l'infern), és una pel·lícula japonesa dels gèneres policial i drama dirigida per Akira Kurosawa. Estrenada el 1963, és protagonitzada per Toshirō Mifune, Tatsuya Nakadai, Kyôko Kagawa, Isao Kimura, Tatsuya Mihashi i Tsutomu Yamazaki. Està basada lliurement en la novel·la El segrest del rei d'Ed McBain.
La pel·lícula va participar en el Festival de Venècia de 1963 i va ser nominada al Premis Globus d'Or com a millor pel·lícula estrangera. Tengoku to jigoku es va rodar a Toho Studios i a Yokohama. La pel·lícula inclou música de The H-Man (1958).

## Trama
La història comença quan l'executiu Kingo Gondo (Mifune) arriba a casa seva i anuncia a la seva família que està en disposició de prendre el control de la companyia en la qual treballa, la "National Shoe Company", comprant la participació majoritària. Però aquella mateixa nit rep una trucada telefònica i algú li diu que ha segrestat al seu fill i exigeix una gran quantitat de diners pel seu alliberament. Sorprenentment, el fill de Gondo apareix; el segrestador ha raptat per error al fill del xofer en el seu lloc. Això no canvia l'actitud del segrestador, que segueix exigint els diners o matarà al nen. Gondo haurà de decidir si usar la seva fortuna per a fer-se amb l'empresa o bé per salvar al nen i acabar en la ruïna.

## Repartiment
- Toshirō Mifune — Kingo Gondo
- Tatsuya Nakadai — Cap detectiu Tokura
- Kyôko Kagawa — Esposa de Gondo
- Isao Kimura — Detectiu Arai
- Tatsuya Mihashi — Secretari de Gondo
- Tsutomu Yamazaki — Ginjirô Takeuchi

## Valoració i llegat
El 1968 apareixia una crítica de la pel·lícula al Washington Post; Paul Attanasio va dir que, en certa manera, és la peça complementària de Tron de sang – és Macbeth, si Macbeth s'hagués casat millor. La pel·lícula comparteix els rigors de la construcció de Shakespeare, l'exploració simbòlica i històrica, el ritme que fa que la història s'expandeixi orgànicament en la ment.
Kurosawa va ser el primer a inserir un detall en color dins d'una pel·lícula en blanc i negre, recurs que seria imitat posteriorment per altres directors. Francis Ford Coppola ho faria a Rumble Fish, o Steven Spielberg a La llista de Schindler.
El guionista de còmics Mark Millar es va inspirar en part en l'argument d'aquesta pel·lícula per a l'inici de la trama argumental d'Enemic de l'Estat en la sèrie de còmics Wolverine.